# Универсален дизайн
Универсалният дизайн е дизайн, който взема предвид ползваемостта. С други думи, универсален дизайн е такъв дизайн, който има за цел да създаде дадена система (структура, устройство, процедура, упътване и т.н.) по начин, който да позволява в максимална степен на различни групи хора да могат да работят с нея ефективно или да могат да получат от нея ефективно обслужване. Това включва хора с увреждания независимо дали ползват или не технически помощни средства.